# Ale Müller
Alejandra Müller Arrieta, conhecida publicamente como Ale Müller, é uma atriz mexicana nascida em 29 de outubro de 1997, e conhecida por seus trabalhos nas séries "A CQ – Confusões ao Quadrado", e "Juntos, el corazón nunca se equivoca".

## Carreira
Começou a atuar ainda criança em anúncios comerciais e a fazer participações em programas como Plaza Sésamo (versão mexicana da franquia Sesame Street), A Rosa dos Milagres, e Como dice el dicho.
Seu primeiro papel protagônico foi em 2012, como Clara Licona, na série original do Cartoon Network "A CQ - Confusões ao Quadrado". Tanto o personagem como o programa tiveram êxito em audiência, fazendo com que o programa se transformasse também em um músical ao vivo que fazia turnês pelo México.. Continuou com sua carreira fazendo seu primeiro papel antagônico na novela argentina "Divina, está en tu corazón", em 2017.No mesmo ano fez uma participação na novela americana Guerra de Ídolos, produzida em espanhol pela rede Telemundo.
Em 2019, após um tempo fazendo participações em diversos programas, foi escalada no papel protagonista da telenovela juvenil Like, la leyenda, interpretando Emilia, e meses após a mesma, interpretou Carlota Cervantes, em Juntos el corazón nunca se equivoca, série de 26 episódios encerrada em julho do mesmo ano.

## Filmografia
| Ano  | Título                                 | Personagem           |
| ---- | -------------------------------------- | -------------------- |
| 2014 | La Leyenda de las momias de Guanajuato | Valentina/Luis (voz) |

| Ano       | Título                              | Papel                                      | Informações     |
| --------- | ----------------------------------- | ------------------------------------------ | --------------- |
| 2005      | Olvidarte jamás                     | Cristina                                   | Participação    |
| 2009 — 17 | A Rosa dos Milagres                 | Vários Personagens                         | 12 episódios    |
| 2012 —16  | Como dice el dicho                  | Cecília; Zoraida; Gabriela; Monica         | 4 episódios     |
| 2012 —14  | A CQ – Confusões ao Quadrado        | Clara Licona                               | Protagonista    |
| 2017      | Divina, está en tu corazón          | Catalina                                   | Antagonista     |
| 2017      | Guerra de Ídolos                    | Azul Montoya                               | Recorrente      |
| 2017      | Hoy voy a Cambiar                   | Claudia                                    | Recorrente      |
| 2018      | Atrapada                            | Corina Herrera                             | Coadjuvante     |
| 2018 —19  | Like, la leyenda                    | Emilia Ruiz Ayala                          | Protagonista    |
| 2019      | Juntos el corazón nunca se equivoca | Carlota Cervantes Reynoso                  | Co-Protagonista |
| 2019      | Preso No. 1                         | Diana García Nevares                       | Coadjuvante     |
| 2021      | Diseñando tu amor                   | Nora Fuentes Barrios / Nora Vargas Barrios | Antagonista     |
| 2022      | Mujer de nadie                      | Claudia Solís                              | Coadjuvante     |
| 2023      | Vencer la culpa                     | Manuela Román Landeros (joven)             | Participação    |

## Prêmios e Indicações
| Ano  | Premiação                  | Categoría              | Obra                         | Resultado |
| ---- | -------------------------- | ---------------------- | ---------------------------- | --------- |
| 2013 | Kids' Choice Awards México | Atriz favorita         | A CQ – Confusões ao Quadrado | Ganhadora |
| 2014 | Kids' Choice Awards México | Atriz favorita         | A CQ – Confusões ao Quadrado | Indicada  |
| 2019 | Prêmio TVyNovelas          | Melhor atriz juvenil   | Like, la leyenda             | Indicada  |
| 2019 | Premios ERES               | Melhor atriz           | Like, la leyenda             | Ganhadora |
| 2020 | Prêmio TVyNovelas          | Estrela Influenciadora | Ela Mesma                    | Pendente  |